# Середа Володимир Миколайович
Володи́мир Середа́ (нар. 2 грудня 1934, Ляшки Ярославського повіту) — український громадський діяч, голова Об'єднання товариств депортованих українців «Закерзоння» (з 2000), перший голова Львівського регіонального суспільно-культурного товариства «Надсяння» (1989-2017).

## Життєпис
Народився у сім'ї українських селян Марії (до шлюбу Карапита; 1908—2005) і Миколи (1902—1975) Середів. У березні 1946 під час депортації українського населення з Надсяння його разом з родиною переселено до с. Байківці Тернопільської області.
У 1957 закінчив фізичний факультет Львівського університету ім. І.Франка, у 1963 р. — аспірантуру на кафедрі теоретичної фізики цього ж університету.
З 1963 до 2006 викладав на кафедрі фізики Львівської політехніки.
У 1989—2001 — член НРУ, з 2005 — член партії «Наша Україна».

## Сім'я
Дружина - Ярослава Середа (з дому Демків; 1942—2017[джерело?]), викладала математику у Львівському університеті імені І.Франка , а згодом -  у Львівському кінотехнікумі. Діти: Володимир (1963), Остап (1970).

## Нагороди
Нагороджений державними орденами «За заслуги» 1-го (2017), 2-го і 3-го ступенів.